# Estadi Luis Rodríguez de Miguel
L'estadi Luis Rodríguez de Miguel va ser un estadi de futbol, situat a la localitat madrilenya de Leganés. En l'actualitat, a l'extensió de l'antic camp de futbol s'hi aixeca des de 2006 la Plaça Major, que alberga habitatges i la casa consistorial, i que ocupa l'àrea total del llavors estadi.

## Història
L'estadi va acollir els partits de l'equip pepinero des de 1966 després d'abandonar el Camp de la Plaça de Roma, recinte en el qual jugava el Club Deportivo Leganés des de 1929. Prèviament, des de la seva fundació en 1928 el club blanc-i-blau disputava els seus partits en uns terrenys del camp de tir cedits pels militars.

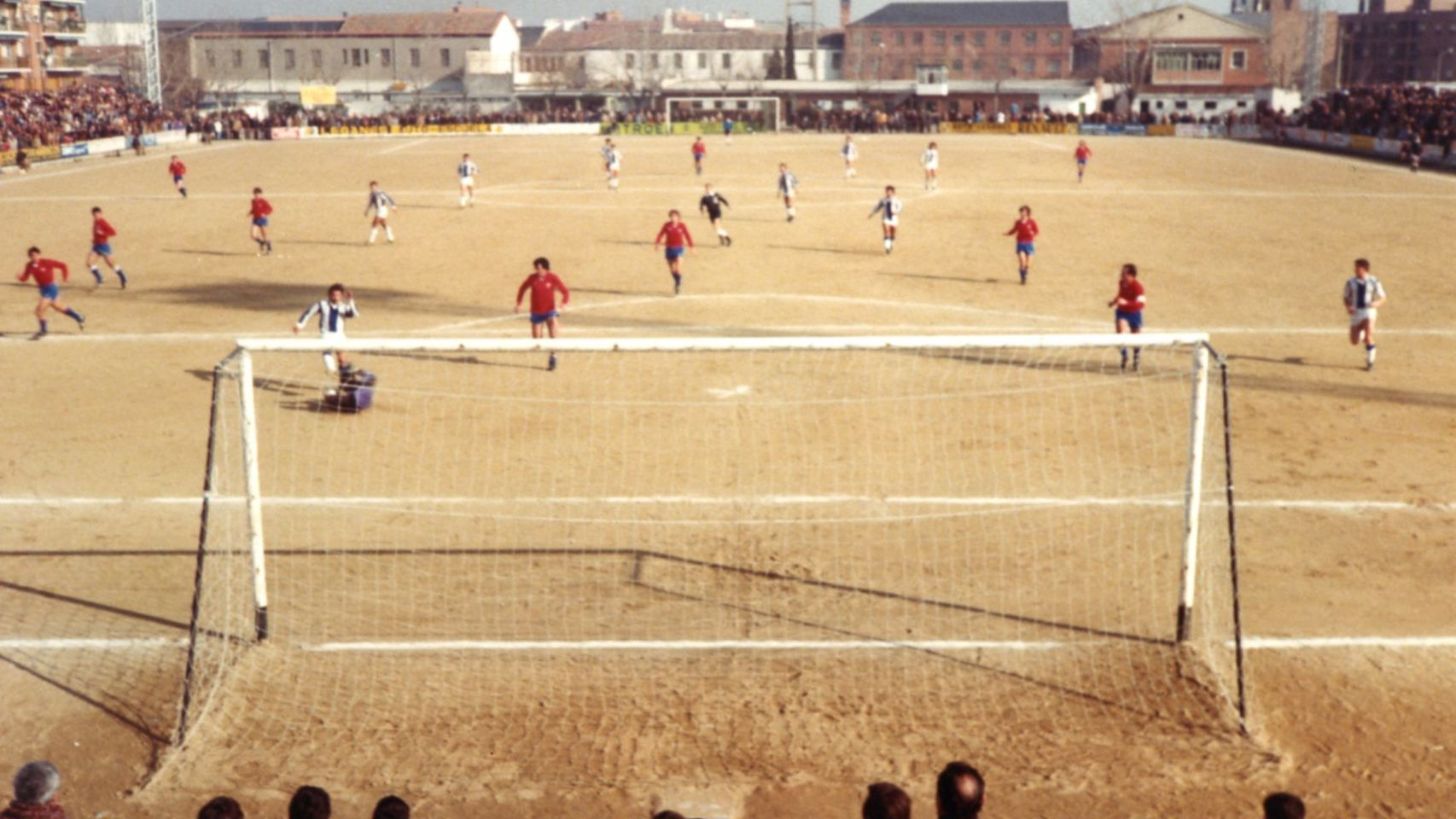
Partit disputat al Luís Rodríguez de Miguel en els anys setanta

El 1962 es van seleccionar els terrenys on se situaria el nou camp de futbol, "terra en terme de Leganés al pago El Viacrucis, de dues hectàrees set àrees catorze centiàrees. Llinda amb: Nord amb camí de Viacrucis, Est oliverar de José Mingo, Sud Eustasia del Val i Oest camí cap a Fuenlabrada". Aquests terrenys van ser cedits pel Ministeri d'Hisenda pel Consell de Ministres el 1963 a l'Ajuntament de Leganés, decidint la corporació local per unanimitat donar al nou camp de futbol el nom de Luis Rodríguez de Miguel, com a reconeixement al llavors Sotssecretari de Governació en la seva ajuda per a construir-lo. En la seva inauguració el 27 d'abril de 1966 es va celebrar una missa de campanya, així com diferents proves recreatives: ciclisme, salts d'altura, carreres, llançament de pes, aeromodelisme, partits de futbol i de bàsquet. Ja l'any 1973 es va construir la graderia per al públic.
Allà s'hi van jugar partits des de les categories regionals fins als jugats en Segona Divisió amb l'ascens del club pepinero el 1993. L'1 de febrer de 1998 es va disputar l'últim partit, un CD Leganés 1:2 CD Orense. La primera victòria a Segona va ser el 18 de desembre de 1993 enfront del Real Burgos CF per 3:0.
Des de 1998 el Leganés disputa els seus partits a l'estadi municipal de Butarque.